# Рогов, Андрей Львович
Андрей Львович Рогов (род. 14 декабря 1976 года, Коломна, Московская область, РСФСР, СССР) — российский художник-мозаичист, академик РАХ (2024).

## Биография
Родился 14 декабря 1976 года в Коломне, живёт и работает в Москве.
В 2003 году — окончил мастерскую монументальной живописи Московского государственного академического художественного института имени В. И. Сурикова, руководитель Е. Н. Максимов.
В 2022 году — избран членом-корреспондентом, а в 2024 году — академиком Российской академии художеств от Отделения живописи и монументального искусства.
В 2023 году, в числе других академиков и членов-корреспондентов РАХ, принимал участие в фестивале современного церковного искусства «Видеть и слышать».

## Творческая деятельность
Основные монументальные произведения:
- мозаичные образы для проездных врат и мозаичные иконы для фасадов (2003—2008)
- роспись алтаря и древнего четверика (2010—2012) Единоверческого храма архангела Михаила (село Михайловская слобода Московской области);
- мозаики для фасадов храма Покрова Божией Матери (станица Ордженикидзенская (сейчас — город Сунжа, Республика Ингушетия, 2009);
- мозаичное убранство часовни в честь великомученика Георгия Мемориального воинского захоронения Керепеши (Будапешт, Венгрия, 2013—2014);
- мозаичное убранство часовни в честь 14000 Вифлеемских младенцев храмового комплекса церкви Благовещения Пресвятой Богородицы (село Павловская Слобода Московской области, 2020—2023);
- мозаичный образ Святителя Алексия Московского для центрального фасада больницы в честь Святителя Алексея Московского (Москва, 2021);
- мозаичный запрестольный образ «Господь Вседержитель» для домового храма в честь святителя Иоанна Златоуста (Москва, 2022);
- реставрация мозаичного панно «Знамя революции» на фасаде здания Главного управления ФСБ по Алтайскому краю (Барнаул, 2022);
- мозаичное панно «Жар-птица» для детско-воспитательного комплекса «Сады Придонья» (Волгоградская область, 2022—2023, автор и главный художник З. К. Церетели).

Принимал участие в благоукрашении Храма святого Саввы Сербского на Врачаре (Белград, Сербия, 2018—2022), под руководством академика РАХ Н. А. Мухина. Над многими монументальными проектами работает в соавторстве с академиков РАХ А. С. Крестовским.
Участник выставок с 1994 года.

## Награды
- Благодарственная Архиерейская грамота РПЦ Московской епархии (2005)
- Архиерейская грамота РПЦ Московской епархии (2007)
- Медаль «За жертвенные труды» III степени РПЦ Московской епархии (2012)
- Благодарственная Митрополичья грамота РПСЦ (2020)
- Благодарность Главы Администрации города Барнаула (2022)
- Архиерейская грамота «За усердные труды» РПЦ Одинцовской епархии (2023)
- Медаль «За любовь и верность» Организационного комитета по проведению Дня семьи, любви и верности в Российской Федерации (2023)

Награды РАХ
- Диплом РАХ (2009)
- Медаль «За заслуги перед Академией» РАХ (2022)
- Медаль «Достойному» РАХ (2023)